# Kamienica przy ulicy Kościuszki 47 w Katowicach
Kamienica przy ulicy T. Kościuszki 47 w Katowicach – narożna kamienica mieszkalno-usługowa znajdująca się w Śródmieściu Katowic, przy ulicy Tadeusza Kościuszki 47, róg z ulicą Józefa Rymera.
Jest ona budynkiem narożnym, czterokondygnacyjnym z użytkowym poddaszem. Zwieńczona szczytami o formie opartej na łuku wklęsło-wypukłym. Elewację budynku ozdabiają wykusze, balkony i gzymsy.

## Historia
Obiekt pochodzi z ok. 1897 roku, a rozbudowany został ok. 1910 roku. Architektem budynku był Louis Dame, natomiast inwestorem Hermann Krämer. Właścicielami kamienicy byli między innymi: w roku 1897 Hermann Krämer – kupiec, (właściciel hurtowni żelaza i metali, kontraktowy dostawca dla Huty Pokój), w 1935 roku Walter Krämer – kupiec, w 1936 Agnieszka i Wincent Wybraniec (właściciel firmy „Termak”, przedsiębiorstwa budowy dróg smołowcowych). W budynku tym od 1913 roku mieszkał Hans Bellmer – inżynier naczelny, ojciec artysty Hansa Bellmera. W latach 1935–1936 w kamienicy znajdowały się: biuro handlowe Eryka Berlinera, biuro prokurenta Olszewskiego, biuro adwokackie dr Guzy oraz stolarnia Ewalda. W 1937 roku dobudowano front domu do istniejącego skrzydła kamienicy nr 47 od ulicy Rymera (wykonawca: Fa. „Caloria”, wł. inż. A. Heiss, Sokolska 10), w 1939 roku miała miejsce zmiana poddasza na lokale mieszkalne.

## Dane statystyczne
- 1897 – 11 zameldowanych osób (5 robotników, 2 rzemieślników, 1 księgowy, 2 pomocników kreślarza, 1 policjant, 1 telegrafista)
- 1899 – 11 osób (2 robotników, 4 rzemieślników, 2 księgowych, 1 policjant, 1 telegrafista, 1 przedsiębiorca)
- 1903 – 11 osób (właściciel, 2 robotników, 1 wdowa, 2 księgowych, 1 policjant, 2 telegrafistów, 2 przedsiębiorców)
- 1914 – 20 osób (3 wdowy, 2 kupców, 5 rzemieślników, 3 inżynierów, 3 robotników, 2 bez przynależności do stanu zawodowego, 1 urzędnik, 3 inżynierów)
- 1935/1936 – 18 osób  (5 urzędników, 4 kolejarzy, 2 wdowy, 1 kupiec, 1 robotnik, 1 bez przynależności do stanu zawodowego).

## Galeria

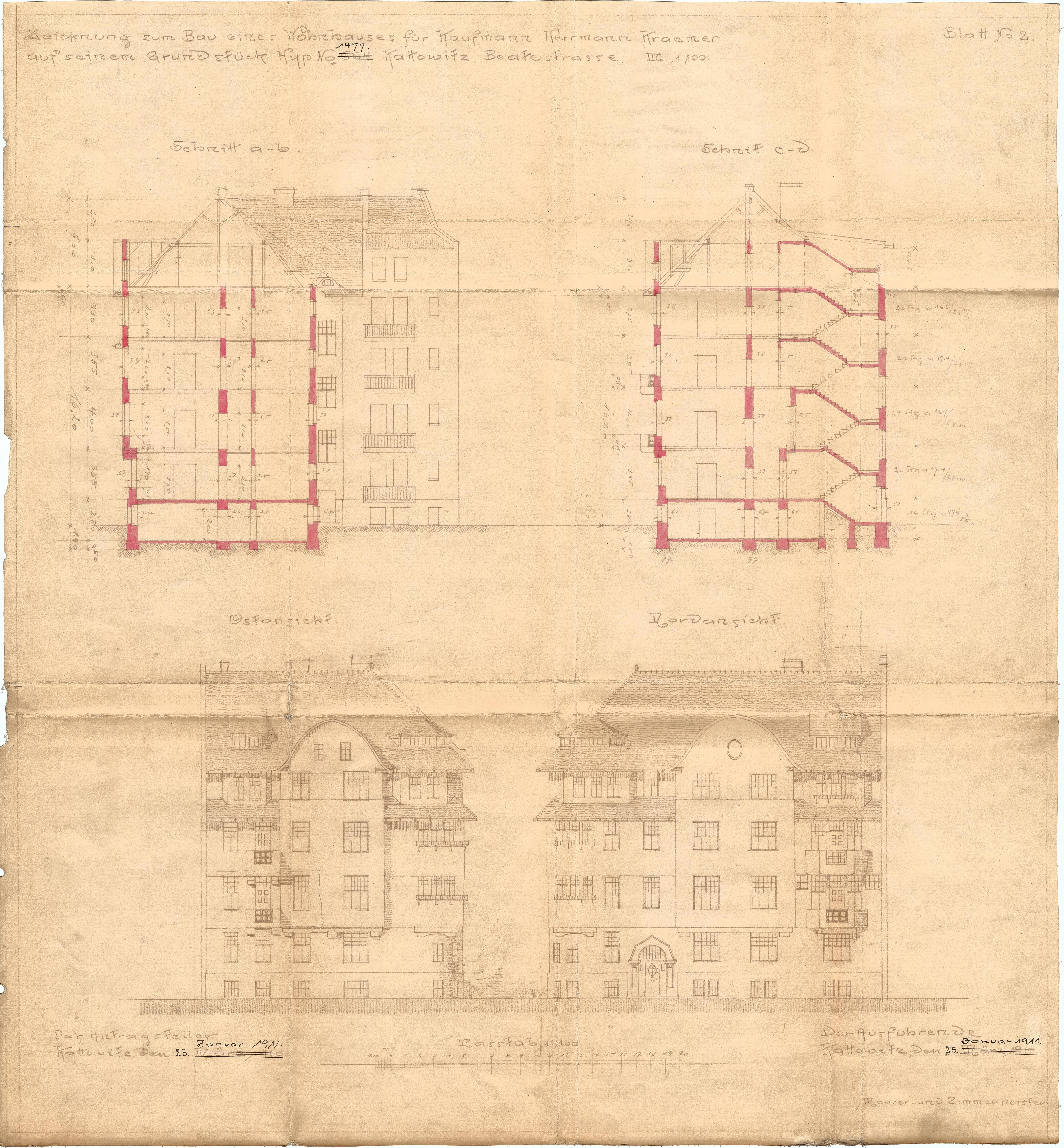
Plan kamienicy z 1910
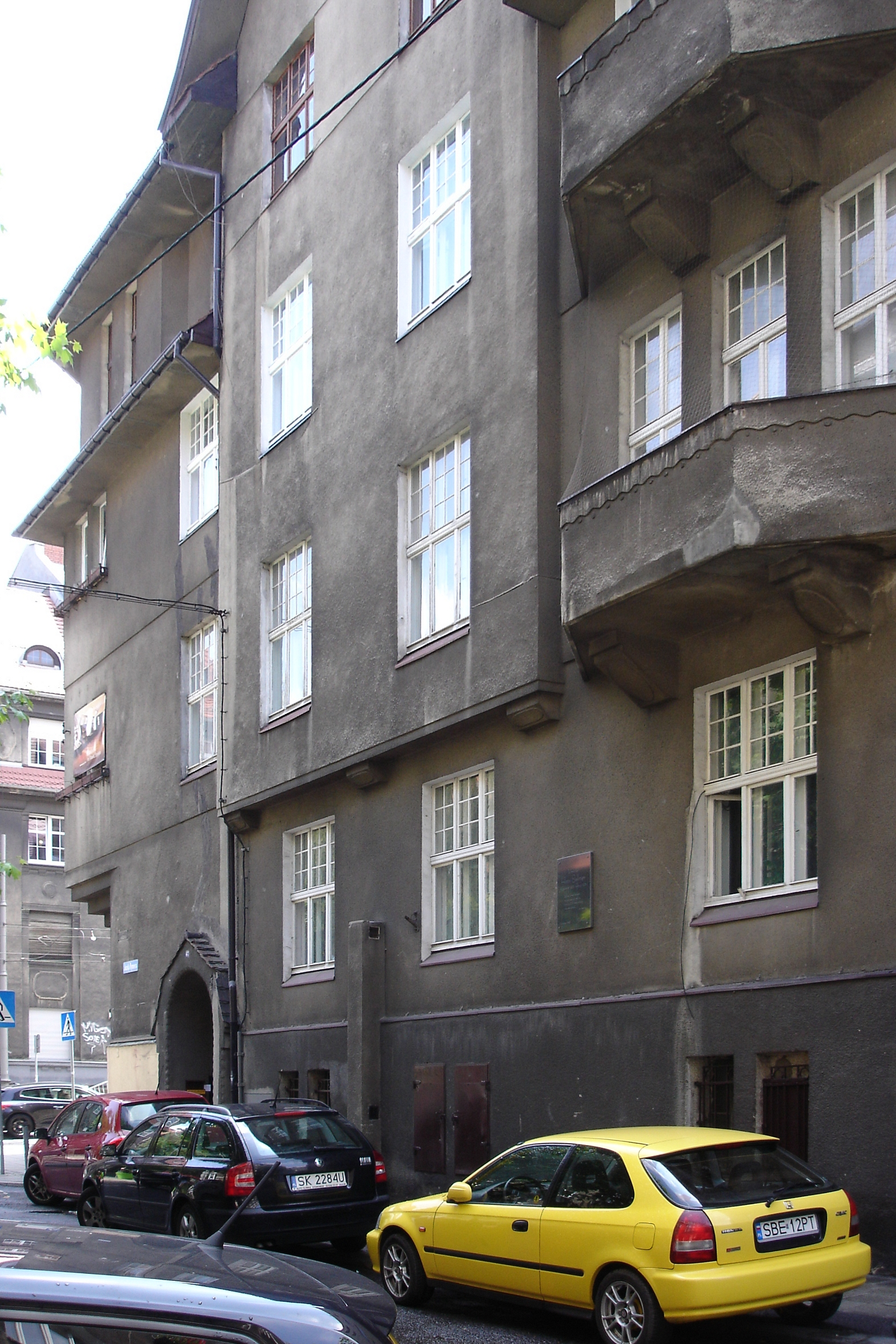
Elewacja od strony ul. J. Rymera (2017)
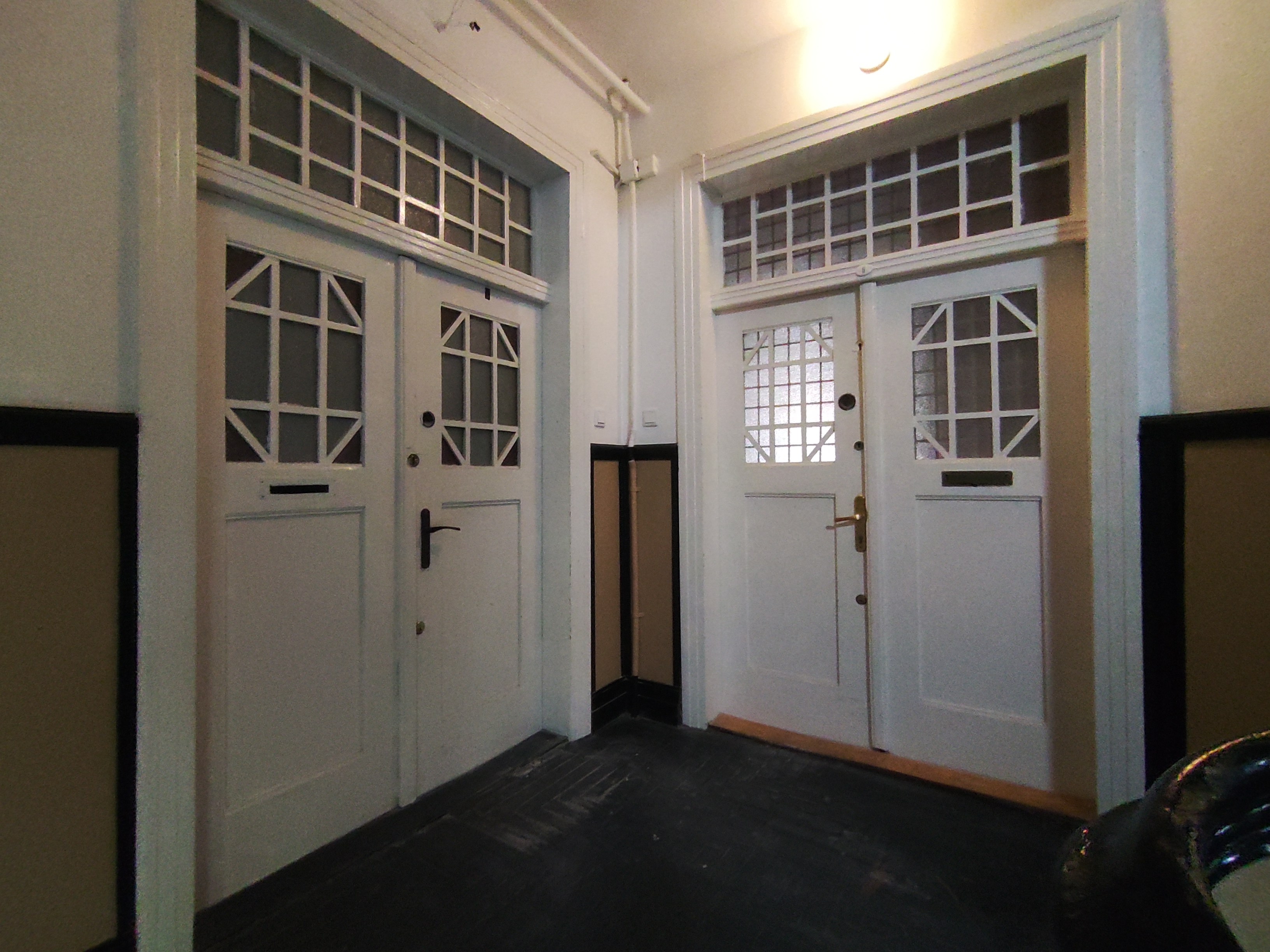
Drzwi do mieszkań (2023)
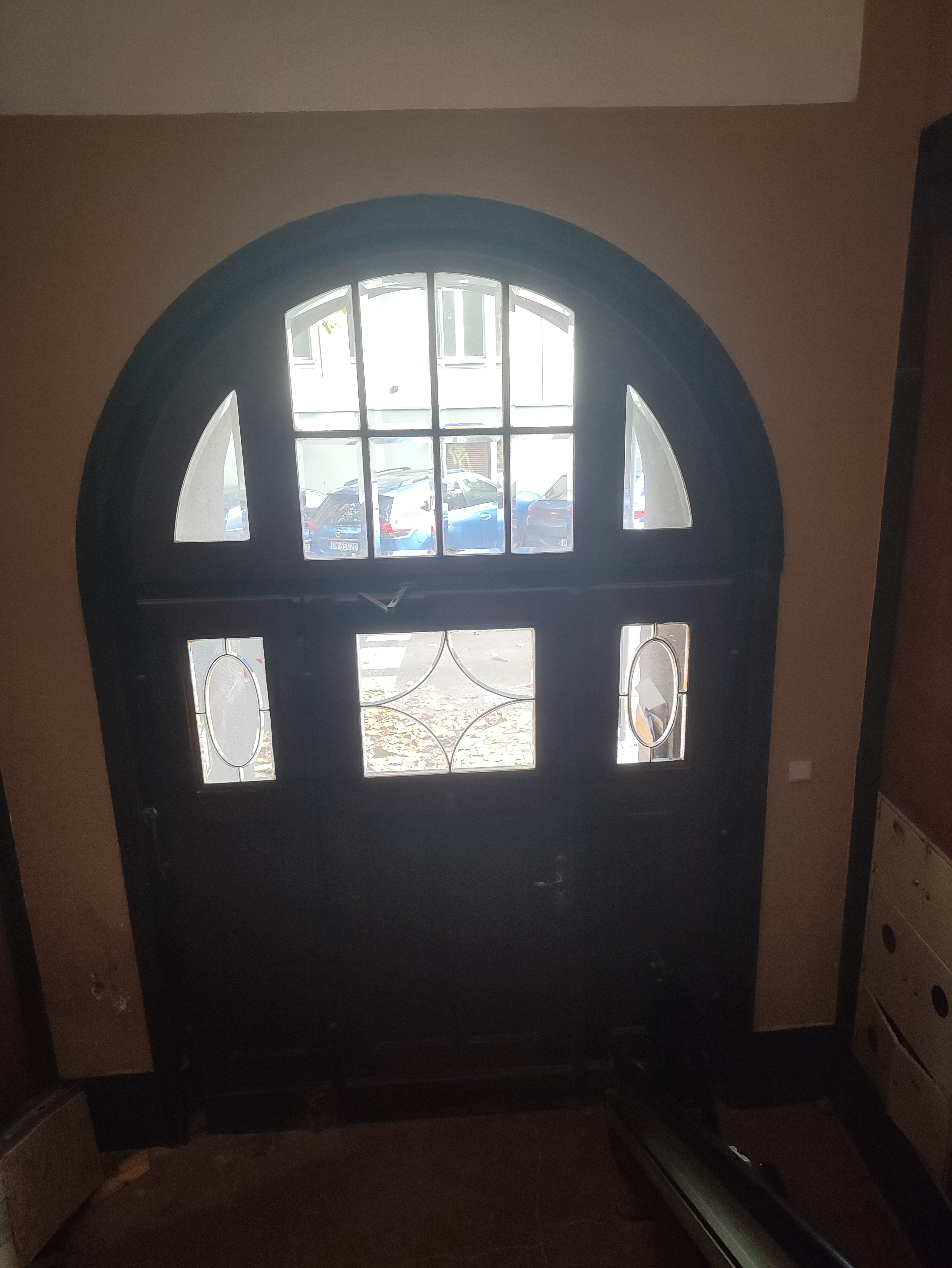
Drzwi wejściowe (2023)
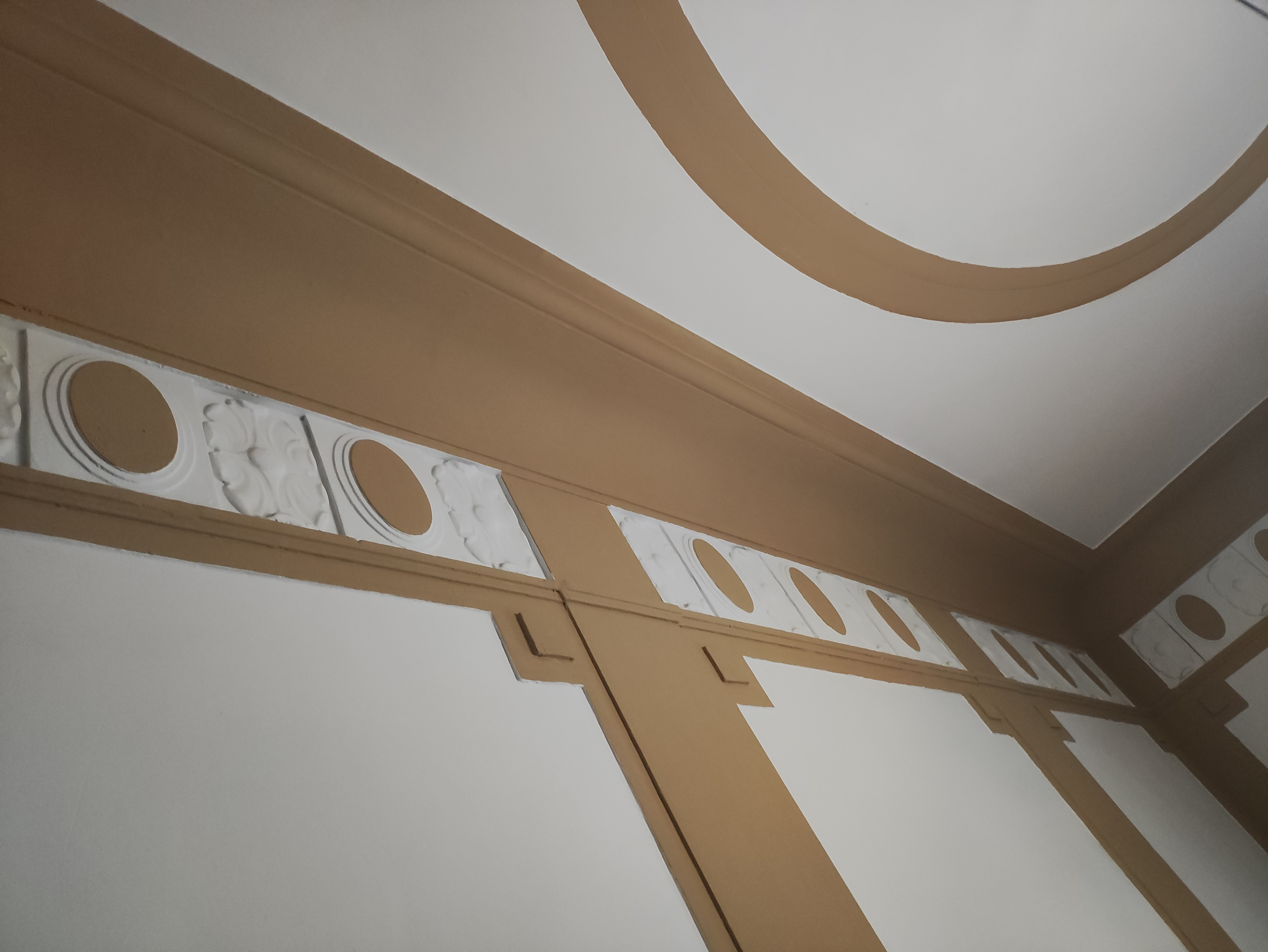
Zdobienia ścian w sieni wejściowej (2023)